# Domuztepe
Domuztepe est un site préhistorique du Néolithique situé dans la province de Kahramanmaraş, entre les villes de Kahramanmaraş et Gaziantep, dans le sud de la Turquie. Il s'agit d'un ancien village d'environ 1 500 habitants, construit au bord d'un ancien marais. Avec une superficie de 20 à 25 hectares, c'est l'un des plus grands sites de la culture de Halaf, culture néolithique du Nord de la Mésopotamie.

## Historique
Le site a été fouillé entre 1995 et 2006 par une équipe conjointe de l'université de Manchester et de l'université de Californie à Los Angeles. Puis les fouilles ont repris en 2008 sous l'égide de l'université de Manchester et du British Museum.

## Chronologie
Attribué à la culture de Halaf, le village a été abandonné vers 5450 av. J.-C. Son occupation — encore non entièrement documentée par des fouilles — pourrait avoir commencé avant 6500 av. J.-C.,.
Après une interruption de 5 000 ans, le site connait à l'époque hellénistique (vers 331 av. J.-C.) une nouvelle occupation sur sa partie ouest. En outre, un bâtiment considérable appartenant à l'époque romaine tardive (Ier ou IIe siècle apr. J.-C.) a été découvert sur le sommet du monticule. Ce bâtiment semble avoir été restauré et entretenu jusqu'à la période islamique moyenne (du XIe siècle au XIVe siècle apr. J.-C.),.

## Un site néolithique
Le site de Domuztepe a surtout été fouillé pour sa période néolithique. Il présente un grand intérêt pour la compréhension de plusieurs aspects de la culture de Halaf dans l’extrême Nord-Ouest de son extension géographique : le riche symbolisme de la poterie peinte, l'utilisation de jetons et de nouvelles habitudes mortuaires en sont les principaux traits caractéristiques.
Malgré l'étendue du site, les échanges à longue distance, la spécialisation des artisans et l'utilisation de sceaux et de scellés qui semblent indiquer une tendance à une complexification naissance de la société, Domuztepe n'a pas livré de preuves archéologiques de l'existence de chefferies complexes.

## Mode de subsistance
L'alimentation était fortement basée sur les plantes et animaux domestiques. Les os d'animaux collectés appartiennent à très peu d'animaux chassés et sont plutôt composés de moutons, de bovins et de porcs. L'importance des bucranes sur les tessons de céramiques peintes trouvés dans la Fosse de la mort (voir ci-après) s'explique probablement par une nette  préférence pour le bétail. Les céréales sont domestiquées et consistent en grande partie en blé amidonnier et un peu d'orge commune. Les champs de céréales peuvent s'étendre jusqu'à 4 kilomètres. Par ailleurs, Domuztepe étant anciennement situé au bord d'un marais, l'exploitation de roseaux pour confectionner des paniers, et peut-être pour le logement, semble avoir été importante dans l'économie locale.

## La Fosse de la mort
Domuztepe possède un vaste et complexe site funéraire. Il est connu sous le nom de « Fosse de la mort » (Death Pit). Ce dépôt d'environ 5 × 4 mètres et 1 mètre de profondeur était rempli d'objets et d'ossements humains et animaux. Plus de 10 000 ossements très fragmentés d'animaux et d'humains (représentant au moins une quarantaine d'individus) s'y trouvaient. En outre, les archéologues y ont collecté un nombre important de tessons de poterie, de matériaux végétaux, des outils en os, des perles, des empreintes de sceaux, et des restes de paniers plâtrés.
Tous ces éléments indiquent une importante composante rituelle dans l'usage de cette fosse. Les chercheurs voient dans ce dépôt une transformation des morts en un ancêtre collectif reconstitué. Cependant, le mélange entre ossements animaux et humains et le fait que certains corps montrent des traces de traumatismes accomplis avant et après la mort poussent également ces mêmes chercheurs à envisager l'existence de rituels faisant appel au cannibalisme ou à des sacrifices humains,.
Au sud de la fosse, se trouvent un crâne isolé, une zone d'enterrement secondaire et le squelette presque complet d'un enfant âgé de 6 ans. Ceux-ci datent d'un peu plus tard que la fosse. La zone d'enterrement indique d'autres rituels funéraires menés à cet endroit. Certains crânes, notamment celui de l'enfant, ont subi des traumatismes.

## Céramique
La plupart des restes céramiques de Domuztepe sont attribués à la culture de Halaf. Ces poteries sont faites d'une pâte très fine et sont l'objet d'une cuisson plus chaude et plus oxydante, qui leur apporte une couleur orange ou chamois. Cependant, à Domuztepe les décorations sont empreintes de traits stylistiques régionaux reconnaissables. Deux céramiques peintes découvertes dans un fossé creusé dans une terrasse d'argile rouge présentent des scènes : sur l'une, des femmes dansent en cercle, et sur l'autre se trouve un ensemble de bâtiments entre des arbres. Les débris d'un autre récipient peint semblent représenter un rituel.
À côté de la céramique de type Halaf, il existe une gamme de récipients, majoritairement des bols non peints, brunis avec des plages rouges, brunes ou noires. Même si l'influence principale du village relève de la culture de Halaf, on peut rapprocher ces bols de ceux trouvés au Levant, sur des sites de la culture de Wadi Rabah. D'autres céramiques, produites en petites quantités et qui n'appartiennent pas à la culture de Halaf, présentent des couleurs à dominantes orange (une barbotine orange foncé avec une peinture marron foncé ou noire) et pourvues d'une fine ligne peinte (une surface chamois blanc ou pâle peinte avec des lignes extrêmement fines). Les origines de cette céramiques se trouvent plus au sud, dans l'Amuq et le Ras Shamra.
Il existe également une poterie brune, épaisse, peu identifiable à des références externes. Ce sont des bocaux aux parois très épaisses (environ 1 centimètre), de matière assez globuleuse et à longs cols verticaux colorés d'un large brunissage vertical. Ce type de poterie remplit probablement une fonction particulière encore non identifiée. Les dernières couches archéologiques ont livré une série de pots avec ou sans col, dont certains sont enduits de plâtre sur la surface extérieure. D'autres objets plus grossiers présentent une grande variété de formes et sont composés de sable et d’un dégraissant végétal.

## Autres objets
Le village était également le lieu d'activités artisanales variées, liées à la production textile et à la fabrication de récipients en pierre. On observe une préoccupation de conservation, de réparation et de recyclage : les déchets d'os d'animaux sont transformés en outils, aiguilles, poinçons, bobines ou en perles ; les récipients sont réparés, transformés. Les récipients en céramique étaient parfois réparés, et souvent transformés en fuseau de filage de corde ou en simples disques de grattage ou en perles, pendentifs ou sceaux.

## La grange brûlée
Les niveaux inférieurs de Domuztepe montrent une zone fortement brûlée. Dans un secteur du site, des appentis d'acacia et de torchis sont construits sur de faibles fondations en pierre et d'os d'animaux. Il semble qu'un incendie ait provoqué l'effondrement du toit et la combustion de nombreux pots et de meules posés sur des surfaces de plâtre fragmentaire. Il s'agit probablement d'une grange, à côté de laquelle se trouve une cour, adjacente à des stalles destinées à garder des animaux. Une partie de cet ensemble, fortement brûlée, a livré un grand nombre d'objets ménagers (des céramiques, des objets en pierre et une pierre à broyer) et des fragments de pisé carbonisés. De nombreux récipients verseurs, des bocaux, des bols à bec, trois grands récipients peints et de grand pots servant à la transformation du lait indiquent qu'il pourrait s'agir d'un lieu de vie ou d'activité commune.